# 托馬斯阿奎那斯學院

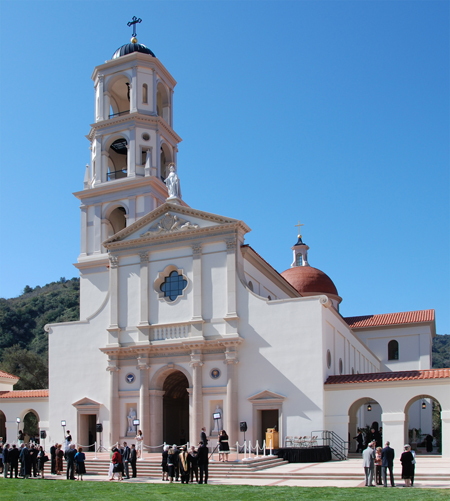
學院裡的禮拜堂，教皇若望·保祿二世和本篤十六世曾分別于2003年和2008年為它祝聖

托馬斯阿奎那斯學院（Thomas Aquinas College）是位於美國加利福尼亞州圣保拉的一所羅馬天主教私立文理學院，僅提供一個文學學士學位。 2015年《美國新聞與世界報道》將其排在全文理學院中的第77位。